# Komitet Informacji przy Radzie Ministrów ZSRR
Komitet Informacji przy Radzie Ministrów ZSRR (ros. Комитет информации при Совете Министров СССР, Komitiet Informacyi, KI) – działająca w latach 1947–1951 radziecka połączona służba wywiadu cywilnego i wojskowego.

## Utworzenie KI
Komitet Informacji został utworzony decyzją Rady Ministrów ZSRR nr 1789/470ss z 30 maja 1947. Celem utworzenia tej struktury wywiadowczej miało być:

„...usprawnienie procesu gromadzenia informacji i dostosowania do potrzeb polityki zagranicznej państwa, oraz stworzenie organizacyjnego odpowiednika powstającej w tym czasie w Stanach Zjednoczonych Centralnej Agencji Wywiadowczej.”

Ówczesne kierownictwo MSZ ZSRR z ministrem spraw zagranicznych Wiaczesławem Mołotowem na czele uważało, że stworzona w USA Centralna Agencja Wywiadowcza stanowi poważne zagrożenie dla bezpieczeństwa Związku Radzieckiego. Na czele KI Józef Stalin postawił właśnie Mołotowa po to, by osłabić pozycję Ławrientija Berii, który do tej pory sprawował pieczę nad organami bezpieczeństwa wywiadu i kontrwywiadu.
Od chwili powstania do 10 lutego 1949 KI był usytuowany przy Radzie Ministrów jako „Komitet Nr 4”, a potem – do rozwiązania – przy Ministerstwie Spraw Zagranicznych. Choć KI formalnie podlegał Radzie Ministrów, to postawienie na jego czele Wiaczesława Mołotowa, ówczesnego ministra spraw zagranicznych, sprawiło, że po raz pierwszy ten resort uzyskał największy wpływ na prowadzenie operacji wywiadowczych poza granicami ZSRR. Aby zwiększyć kontrolę nad Komitetem Informacji nie tylko w moskiewskiej centrali, lecz także w placówkach terenowych (tzw. rezydenturach), Mołotow powołał w najważniejszych miastach świata na szefów rezydentur dotychczasowych ambasadorów. Jednym z przykładów był Aleksandr Paniuszkin – ambasador w USA.

## Formowanie komórek wywiadu, kierownictwo i zadania główne KI
Komitet Informacji został sformowany z komórek Ministerstwa Bezpieczeństwa Państwowego (MGB) i wywiadu wojskowego II Zarządu Sztabu Generalnego Armia Radziecka (GRU).
W skład Komitetu weszły
- I Zarząd Główny MGB, odpowiedzialny wówczas za wywiad cywilny (polityczny) w tym ministerstwie,
- II Zarząd Sztabu Generalnego Sił Zbrojnych ZSRR (wywiad wojskowy),
- piony wywiadowcze i informacyjne KC WKP(b), Ministerstwa Spraw Zagranicznych i Ministerstwa Handlu Zagranicznego.

Wiaczesław Mołotow kierował Komitetem Informacji od 30 maja 1947 do 3 marca 1949. Ponieważ szef MSZ nie miał doświadczenia w prowadzeniu służby wywiadowczej, a Komitet Informacji miał dorównać powstającej w USA CIA, jego pierwszymi zastępcami zostali profesjonalni oficerowie wywiadu.
Pierwszym zastępcą przewodniczącego Komitetu Informacji do spraw wywiadu politycznego został gen. Piotr Fiedotow, bardzo doświadczony oficer kontrwywiadu i wywiadu, który przed objęciem tego stanowiska przez prawie 20 lat kierował kontrwywiadem. 23 sierpnia 1949 na tym stanowisku Fiedotowa zastąpił generał Siergiej Sawczenko, wieloletni funkcjonariusz aparatu bezpieczeństwa wywiadu i kontrwywiadu NKWD, który odszedł ze stanowiska w listopadzie 1951 roku.
Pierwszym zastępcą przewodniczącego KI do spraw wywiadu wojskowego od utworzenia KI do stycznia 1949 roku był gen. Fiodor Kuzniecow, były szef GRU. Po odejściu z KI został szefem Głównego Zarządu Politycznego Armii Radzieckiej. Pierwszym zastępcą do spraw wojskowego wywiadu morskiego był kontradmirał Konstantin Rodinow, a do spraw wywiadu dyplomatycznego – Jakow Malik. Głównym Sekretarzem Komitetu Informacji był Aleksandr Paniuszkin, późniejszy rezydent i p.o ambasadora w USA, ambasador ZSRR w Chinach, następnie szef I Zarządu Głównego Komitetu Bezpieczeństwa Państwowego. Kierując wywiadem zagranicznym był odpowiedzialny m.in. za akcje likwidacyjne przeprowadzane przez oficerów 13 Departamentu w Europie zachodniej (tzw. mokra robota).

## Główne zadania KI
1. Wywiad polityczno-militarny poza granicami Związku Radzieckiego.
2. Wykonywanie operacji rozpoznawczo-sabotażowych skierowanych przeciwko wrogim organizacjom i ugrupowaniom poza granicami Związku Radzieckiego.
3. Ochrona placówek dyplomatyczno-handlowych, delegacji i misji zagranicznych oraz poszczególnych obywateli ZSRR.
4. Operacje wywiadowcze w krajach znajdujących się pod wpływem Związku Radzieckiego, m.in. Polska, Czechosłowacja, Rumunia, Bułgaria, Niemiecka Republika Demokratyczna itd.

## Struktura organizacyjna KI
W początkowej strukturze organizacyjnej Komitetu Informacji znajdowały się jednostki w postaci zarządów, pionów, oddziałów oraz służb i komórek. Zaraz po utworzeniu KI RM ZSRR posiadał następujące jednostki:
- Zarząd 1 (1. Uprawlenije) – wywiad polityczny i wojskowy – zagadnienia anglo-amerykańskie
- Zarząd 2 (2. Uprawlenije) – wywiad polityczny i wojskowy – zagadnienia europejskie
- Zarząd 3 (3. Uprawlenije) – wywiad polityczny i wojskowy – sprawy Bliskiego i Dalekiego Wschodu; naczelnik – płk Andriej Otroszczenko – 29 sierpnia 1947 – 2 listopada 1951
- Zarząd 4 (4. Uprawlenije) – wywiad z pozycji nielegalnych; naczelnicy:
  - płk Aleksandr Korotkow – 29 lipca 1947 – 9 września 1950
  - gen. Arsienij Tiszkow (p.o) – 9 września 1950–1951
  - Arsenij Tiszkow – 1951 – 2 listopada 1951
- Zarząd 5 (5. Uprawlenije) – wywiad naukowo-techniczny; naczelnicy:
  - płk Lew Wasilewski – 30 maja 1947 – 1947
  - płk Leonid Kwasnikow – 1948–1950
- Zarząd 7 (7. Uprawlenije) – informacyjny
- Zarząd Doradców w Krajach Demokracji Ludowej (Uprawlenije sowietnikow w stranach narodnoj demokratii)
- samodzielna komórka ds. emigracji (Naprawlenije „EM” (emigracyja))
- samodzielna komórka ds. skupisk radzieckich za granicą (Naprawlenije „SK” – sowietskije kołonii za rubieżom)
- Oddział „D” (Otdieł „D”) – dezinformacja; naczelnik: płk Andriej Graur – 1947–1951
- Wyższa Szkoła Wywiadu przy KI (Wysszaja Razwiedywatielnaja Szkoła pri KI, WRSz); naczelnik – płk Jewgienij Krawcow – 1948-1951
- 6 oddziałów funkcjonalnych – techniki operacyjnej, łączności itp.
- Instytut Głównych Rezydentów – typowanie i mianowanie szefów zagranicznych placówek wywiadowczych

## Działalność i likwidacja
Poza Mołotowem i jego ludźmi z MSZ centralę KI prowadzili doświadczeni oficerowie służb specjalnych, jak np. Leonid Kwasnikow – wcześniejszy naczelnik wydziału naukowo-technicznego w INO NKWD, który prowadził z Nowego Jorku siatkę wywiadowczą operującą w Los Alamos. Lecz poza centralą sytuacja była całkiem inna. Aby osiągnąć pełną kontrolę nad placówkami (rezydenturami) Mołotow mianował ich szefami lub zwierzchnikami urzędujących w stolicach ambasadorów. Wpłynęło to tragicznie na pracę rezydentur z powodu braku jakiegokolwiek doświadczenia dyplomatów w pracy operacyjnej. Dochodziło nawet do takich przypadków, że rezydent umawiał się na spotkanie z bardzo cennym agentem w samej ambasadzie lub przyjeżdżał na nie służbową limuzyną. Dochodziło do tego, że doświadczeni oficerowie w rezydenturach KI ukrywali swoje kontakty przed szefemi rezydentur.
W centrali Komitetu Informacji powstały także spory między oficerami wywiadu wojskowego i cywilnego. Dotyczyły one głównie sporów o kierowanie zarządami. Prawie wszystkie zarządy KI były kierowane przez oficerów INO/INU, wywodzących się z NKWD, oficerowie sztabu generalnego i GRU utyskiwali, że wywiad wojskowy jest traktowany drugorzędnie.
Komitet Informacji od początku był tworem chybionym i mało efektywnym. Dlatego już latem 1948 ówczesny minister obrony narodowej marszałek Nikołaj Bułganin zaczął wycofywać z KI kadry wywiadu wojskowego i w 1949 odtworzył GRU w strukturach Sztabu Generalnego. Piony „EM” i „SK” przekazano do Ministerstwa Bezpieczeństwa Państwowego, odtwarzając I Zarząd Główny MGB.

## Przewodniczący Komitetu Informacji
- Wiaczesław Mołotow – 30 maja 1947 – 4 marca 1949;
- Andriej Wyszynski – 4 marca 1949 – lipiec 1949;
- Walerian Zorin – lipiec 1949 – 6 lutego 1952.